# Trichosanthes erosa
Trichosanthes erosa är en gurkväxtart som beskrevs av Brigitta Emma Elisabeth Duyfjes och Pruesapan. Trichosanthes erosa ingår i släktet Trichosanthes och familjen gurkväxter. Utöver nominatformen finns också underarten T. e. integra.